# Saint-Jean-Saverne
Saint-Jean-Saverne (deutsch Sankt Johann bei Zabern, in örtlicher Mundart Sànt Johànn) ist eine französische Gemeinde mit 534 Einwohnern (Stand 1. Januar 2021) am Fuß der Vogesen im Département Bas-Rhin in der Region Grand Est (bis 2015 Elsass).

## Ortsbeschreibung
Die Straßensiedlung ist eng verbunden mit der vom benachbarten Eckartswiller. Während die beiden Ortschaften im Nordwesten vom Gebirgszug flankiert werden, befindet sich im Südosten weitgehend ein offener Wald.

## Geschichte
Die Geschichte des Ortes wird widergespiegelt in der Geschichte des Ortsnamens.
Eine Schenkungsurkunde von 1126 nennt einen Ort mit Hofgut namens Meginhelmeswilre (Meyenheimsweiler) – eine mutmaßlich merowingische oder karolingische Gründung –, die Graf Peter von der Lützelburg (bei Ottrott) der Abtei St. Georgen im Schwarzwald übertrug. St. Georgen gründete im gleichen Jahr hier ein Benediktinerinnen-Kloster namens S. Iohannes prope oppidum Zabernia (St. Johann bei Zabern). Für den heutigen Ortsnamen wurde das Kloster anstatt der alten Flurbezeichnung maßgebend.
1676 wurde der Ort durch den Holländischen Krieg in Mitleidenschaft gezogen, als beim Kampf um Philippsburg die französischen Truppen des Marschalls von Luxemburg eine Niederlage gegen die auf der Seite des Kaisers kämpfenden Truppen des Karl V. von Lothringen auf dem Champs de Choux in den Vogesen erlitten; bis 1870 hieß der Ort in Erinnerung im Gedenken an die gefallenen Soldaten St.-Jean-des-Choux.
Das Kloster wurde in der Französischen Revolution aufgehoben.
Im Zuge der wechselvollen Geschichte des Elsass alternierten im 19. und in der ersten Hälfte des 20. Jahrhunderts die an das Kloster angelehnte französische und deutsche Ortsbezeichnung, seit 1945 gilt ausschließlich die französische Bezeichnung.
Saint-Jean-Saverne hat sich durch Beschilderung und Dokumentation seiner Kulturgüter und Ausbau seines Wanderwegenetzes in der näheren Umgebung zunehmend dem Tourismus geöffnet, ohne exorbitante Besucherströme verkraften zu müssen.
| Jahr      | 1962 | 1968 | 1975 | 1982 | 1990 | 1999 | 2009 | 2017 |
| --------- | ---- | ---- | ---- | ---- | ---- | ---- | ---- | ---- |
| Einwohner | 543  | 550  | 547  | 563  | 559  | 598  | 602  | 560  |

## Baudenkmäler

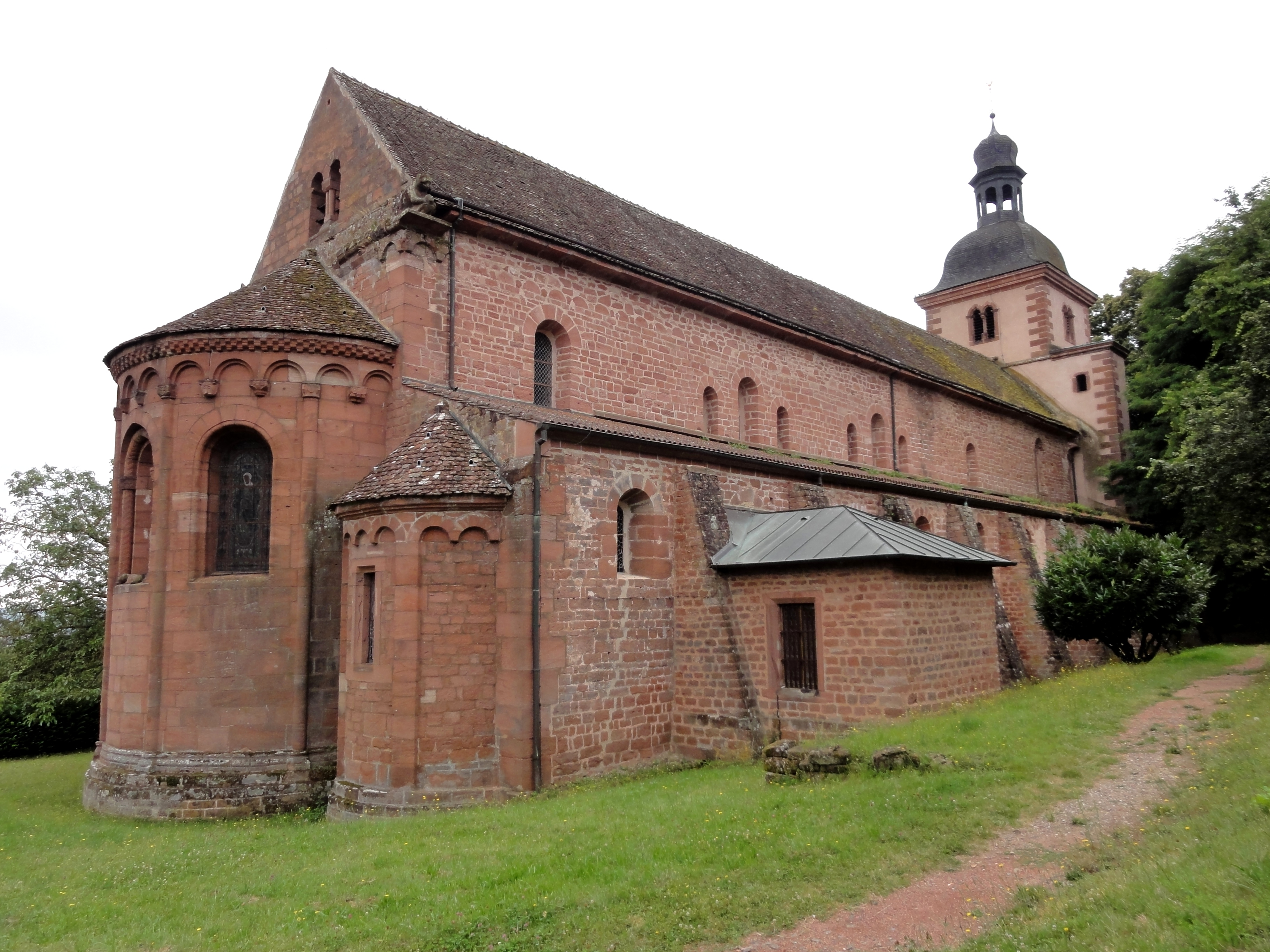
Abteikirche Saint-Jean-Baptiste

- Die ehemalige Benediktinerinnen-Abteikirche St.-Jean-Baptiste ist eine dreischiffige romanische Basilika ohne Querhaus und mit drei Chorapsiden; Rundbogenfries und Halbsäulen weisen abwechslungsreiche Masken- und Tierdarstellungen an Konsolen und Kapitellen auf. Die fünf wuchtigen Kreuzgratgewölbe im Inneren gehören zu den frühesten ihrer Art im Elsass. Das Westwerk mit Turm und barocker Haube wurde erst im 18. Jahrhundert angefügt; aus gleicher Zeit stammt die Ausstattung (Kanzel, Hochaltar). Zum in der Sakristei aufbewahrten Kirchenschatz gehören acht Wirkteppiche aus dem 16. Jahrhundert, mutmaßlich aus verschiedenen lokalen Werkstätten zusammengetragen, mit biblischen Szenen (Grablegung Christi, Urteil des Salomon, Maria im Rosenhag) sowie profane Szenen (Ackerbau und Jagd).

Die Klosterkirche, seit 1840 Monument historique, ist heute die Pfarrkirche des Ortes.
- Eine mittelalterliche Kapelle und Einsiedelei, von deren ursprünglicher Bausubstanz nichts erhalten ist, auf dem Berg oberhalb des Ortes wurde 1593 von einer lokalen Michaels-Bruderschaft besiedelt und zum Wallfahrtsort ausgebaut; nach mehreren Restaurierungen 1686, 1848 und 1952 ist an älterer Ausstattung nichts verblieben; der Berg jedoch wurde wie sein berühmterer Namensvetter in der Normandie, ohne jedoch mit diesem in Verbindung zu stehen, in Anlehnung an das Heiligtum Mont Saint-Michel genannt.

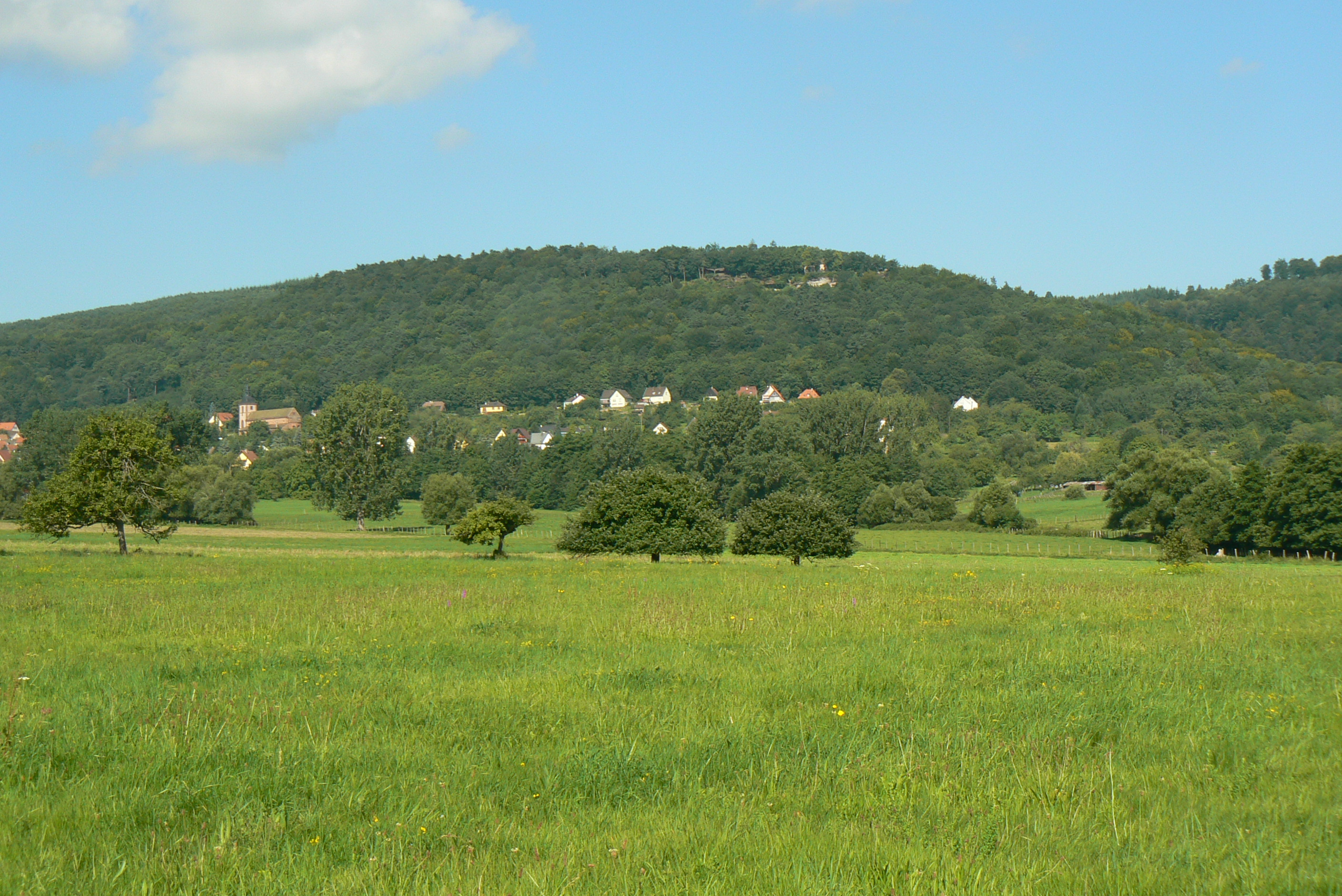
Blick auf Saint-Jean-Saverne vor dem Mont Saint-Michel

- Der bereits in keltischer und römischer Zeit besiedelte Mont Saint-Michel, in älteren mittelalterlichen Quellen Hexenstein oder Bruderstein genannt,  ist eine Erhebung bei Saint-Jean-Saverne mit einer Höhe von 373 m. ü. M. Der Berg ist größtenteils bewaldet, und von der Bergspitze hat man eine Aussicht über das gesamte Dorf mit seiner Abtei, den Nachbarort Eckartswiller sowie nach Osten in die weite Ebene des Hanauer Landes in Richtung des Rheins, bei klarem Wetter bis zu den Schwarzwaldhöhen.

Ein Naturdenkmal ist die Grotte aux Fées, eine Höhle unter einem überhängenden Sandsteinfelsen mit einer rätselhaften Vertiefung im Steinboden, Hexenloch genannt, mutmaßlich eine Grablege.
Der Mont Saint-Michel mit seinem archäologischen Wanderwegenetz zu den prähistorischen und römischen Stätten hat einen Anteil am Biosphärenreservat Pfälzerwald-Vosges du Nord.
- Liste der Monuments historiques in Saint-Jean-Saverne